# 6595 Munizbarreto
6595 Munizbarreto (1987 QZ1) là một tiểu hành tinh vành đai chính được phát hiện ngày 21 tháng 8 năm 1987 bởi E. W. Elst ở La Silla.